# Church Street

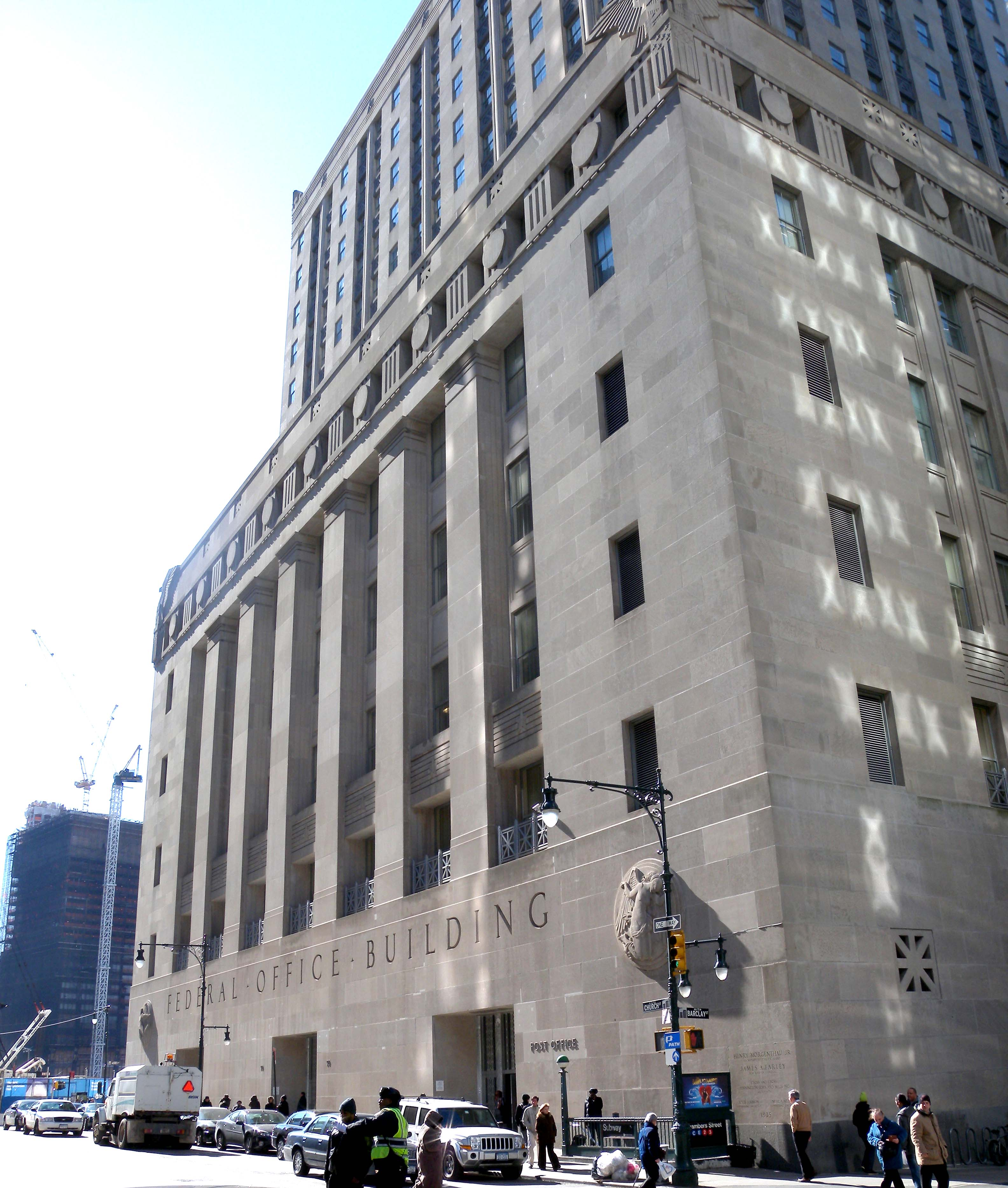
Church Street en het stationsgebouw in 2009, kijkend naar het zuiden; het Deutsche Bank Building wordt afgebroken op de achtergrond

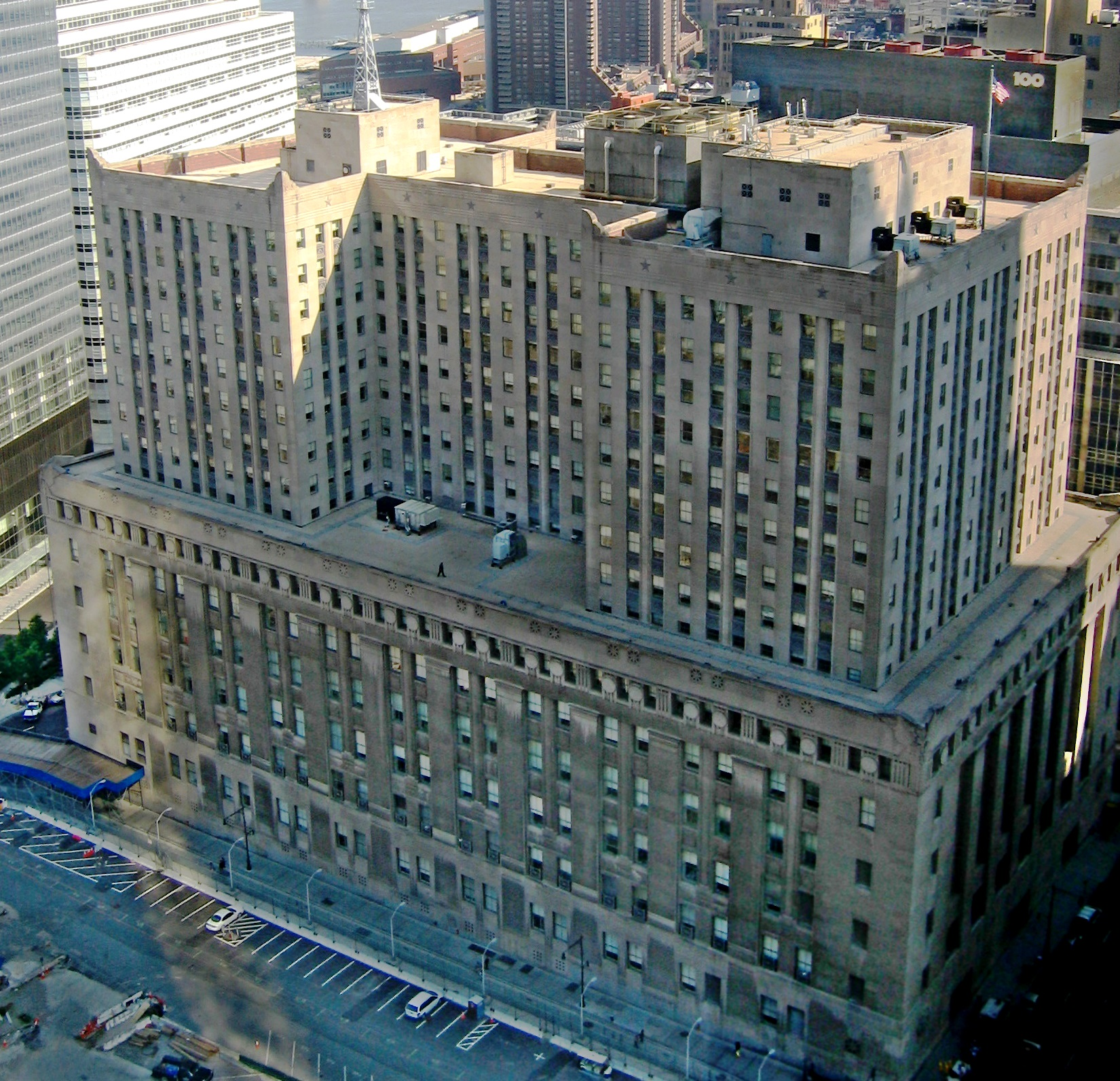
90 Church Street op de kruising met Vesey Street; het 7 World Trade Center (links) is deels te zien

Church Street is een straat in de financiële wijk Lower Manhattan van de Amerikaanse stad New York.

## Omschrijving
Church Street is vernoemd naar de Trinity Church, een historische parochiekerk in gotische stijl op Broadway en Wall Street. De straat werd een eerste maal uitgebreid in 1784, maar ze bestond al zeker vanaf 1761. In de jaren 60 van de 19e eeuw werd Church Street naar de huidige toestand uitgebreid, sindsdien eindigend op Canal Street in het noorden.
Church Street is een middellange straat. Het is een drukke noord-zuid verkeersader wegens haar ligging aan het World Trade Center.  Church Street begint sinds 1869 – en vanuit het zuiden – aan de Trinity Church en Trinity Place. Het meest noordelijke eindpunt van Church Street ligt aan Canal Street. De straatnaam kent zijn beginpunt vanaf het kruispunt met Liberty Street, waar het One Liberty Plaza gesitueerd is. Church Street vormde 28 jaar lang de oostelijke grens van de wijk World Trade Center tot aan Vesey Street, de noordelijke grens van de wijk. Vanaf de vroege 21e eeuw was van die situatie niets meer te merken, en wel met een reden.
Tussen 1973 en de aanslagen op 11 september 2001 was het de straat waarlangs met name twee van drie lagere, zwarte gebouwen van het oude complex stonden, het Four World Trade Center en Five World Trade Center met daarachter het Austin J. Tobin Plaza en de Twin Towers. De straat heeft 10048 als ZIP code, wat als zodanig dan ook de postcode van de Twin Towers was tot de verwoesting van de gebouwen. Het nieuwe World Trade Center is merendeels gelegen aan Greenwich Street, die werd doorgetrokken na de aanslagen op 11 september 2001. 
Er werden extra wegen aan het stratenplan toegevoegd omwille van de bouw van drie centrale gebouwen (meest ingrijpende verandering werd verlenging van Fulton Street; de bouw van het One World Trade Center in het noordwesten, het Three World Trade Center en de World Trade Center Transportation Hub (van zuid naar noord). De nieuw aangelegde straten zijn feitelijk extensies van Fulton Street en Dey Street, nog steeds straten met een kruispunt aan Church Street maar dus langer dan vroeger. Het recente Four Seasons Hotel New York Downtown staat er sinds 2016. 
Het kruispunt met Lispenard Street (40° 43′ 12″ NB, 74° 0′ 14″ WL) is de locatie waar de Franse broers Naudet de eerste aanslag op het World Trade Center filmden (vlucht 11 in de North Tower).
Merkwaardige bouwwerken op Church Street zijn het neoclassicistische postgebouw 90 Church Street uit de periode 1934–1935, en St. Paul's Chapel.
Het Two World Trade Center zal op termijn op de kruising van Fulton Street met Church Street worden gebouwd.

## Bereikbaarheid
- IND Eighth Avenue Line –
- Broadway Line –

## Afbeeldingen

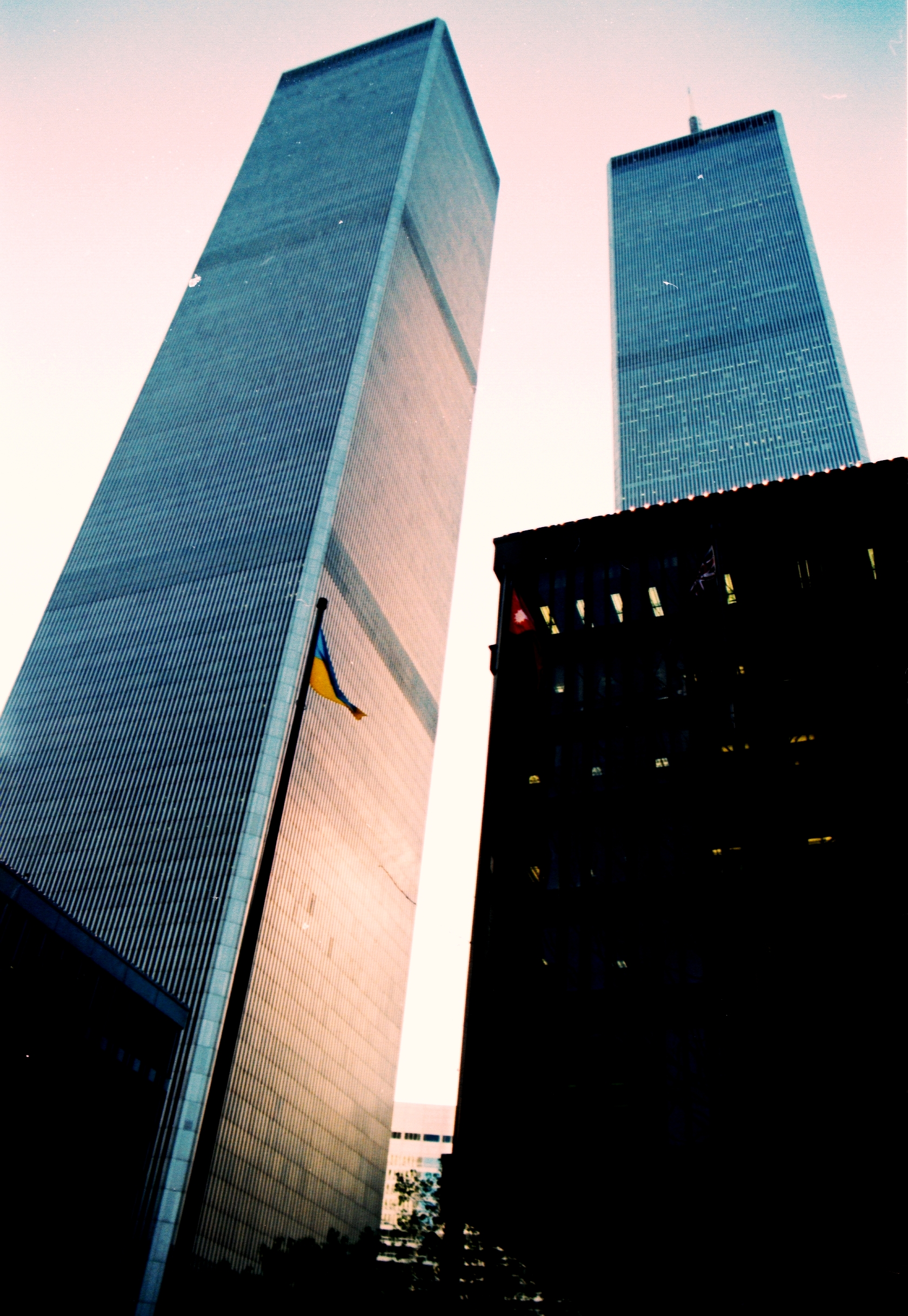
World Trade Center aan Church Street, 2000
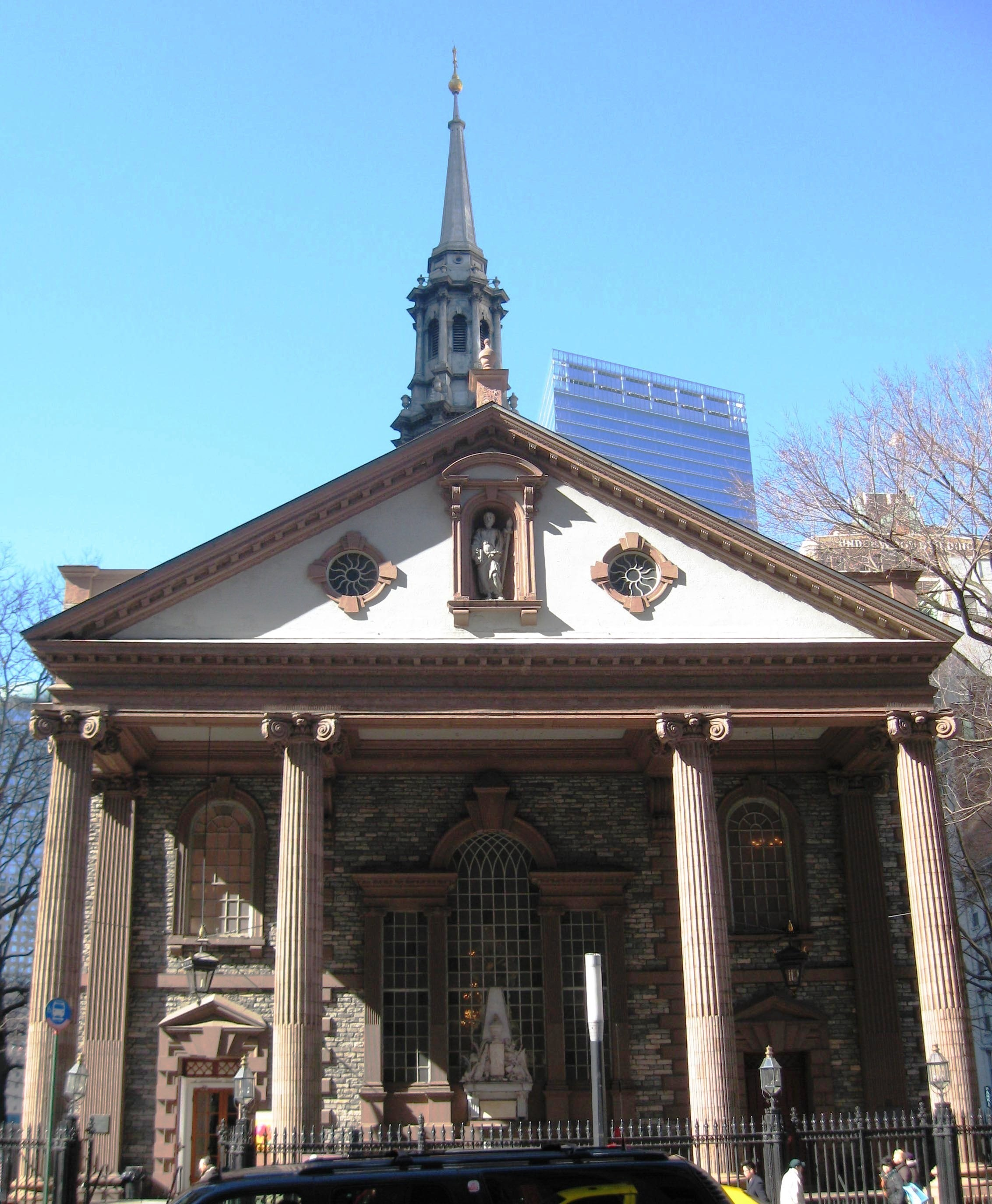
St. Paul's Chapel in 2009
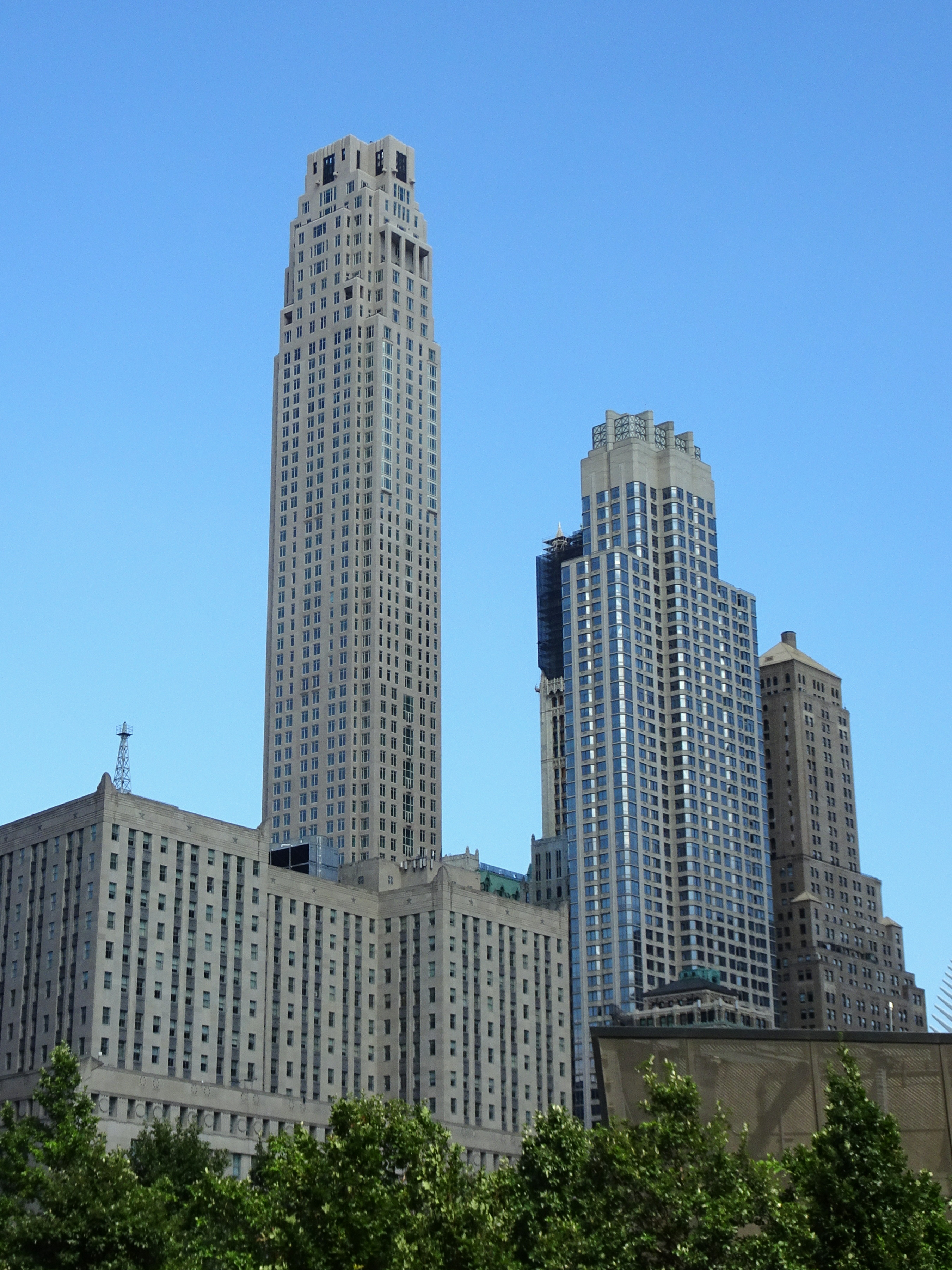
Het Four Seasons Hotel New York Downtown op 99 Church Street
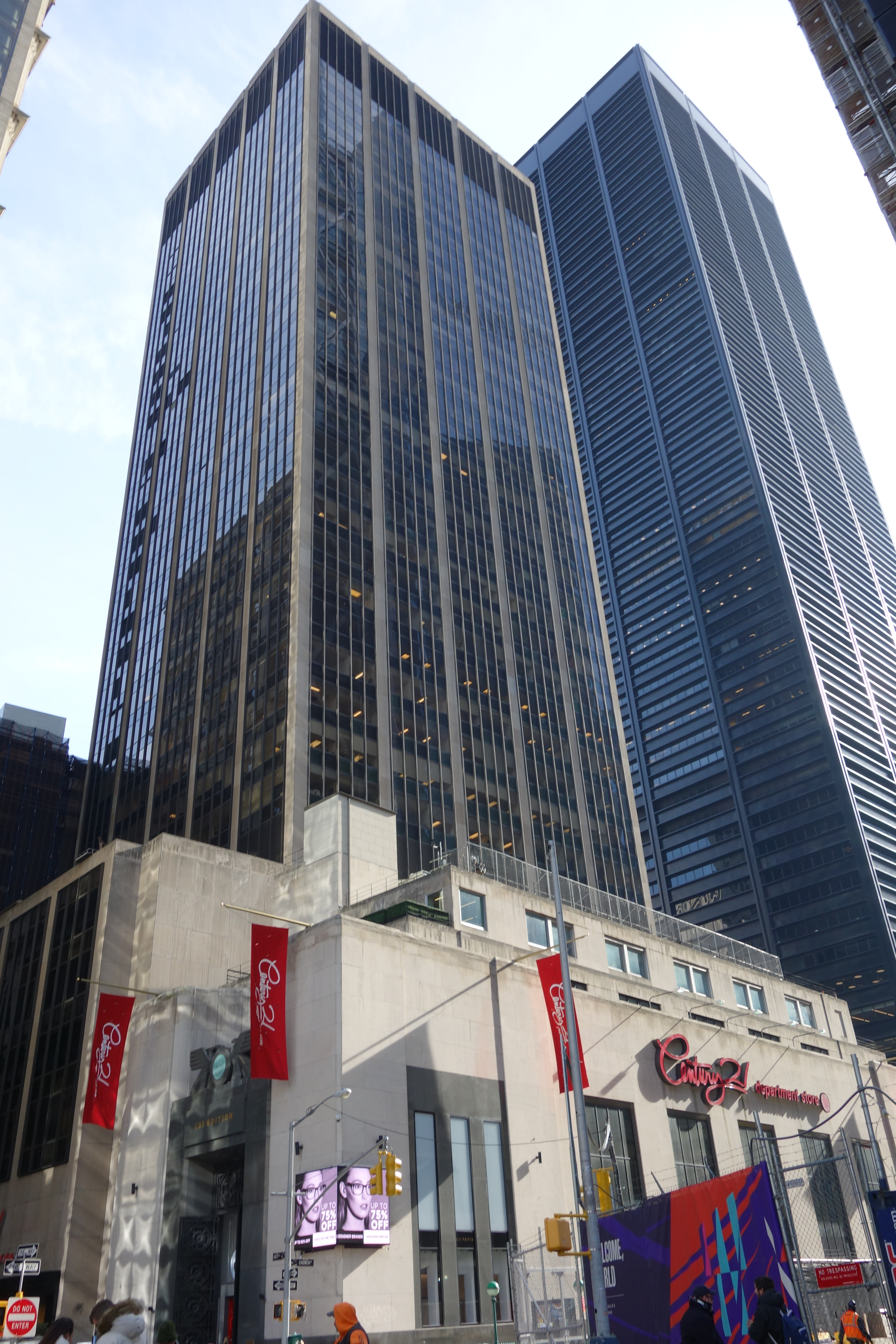
26 Cortlandt Street op de kruising van Church Street en Dey Street, gezien vanaf de World Trade Center Transportation Hub
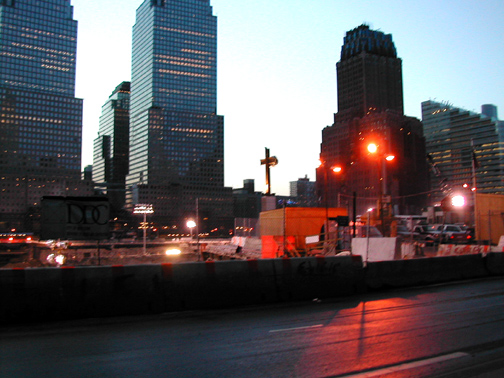
Church Street en de World Trade Center site, ochtendschemer 2002
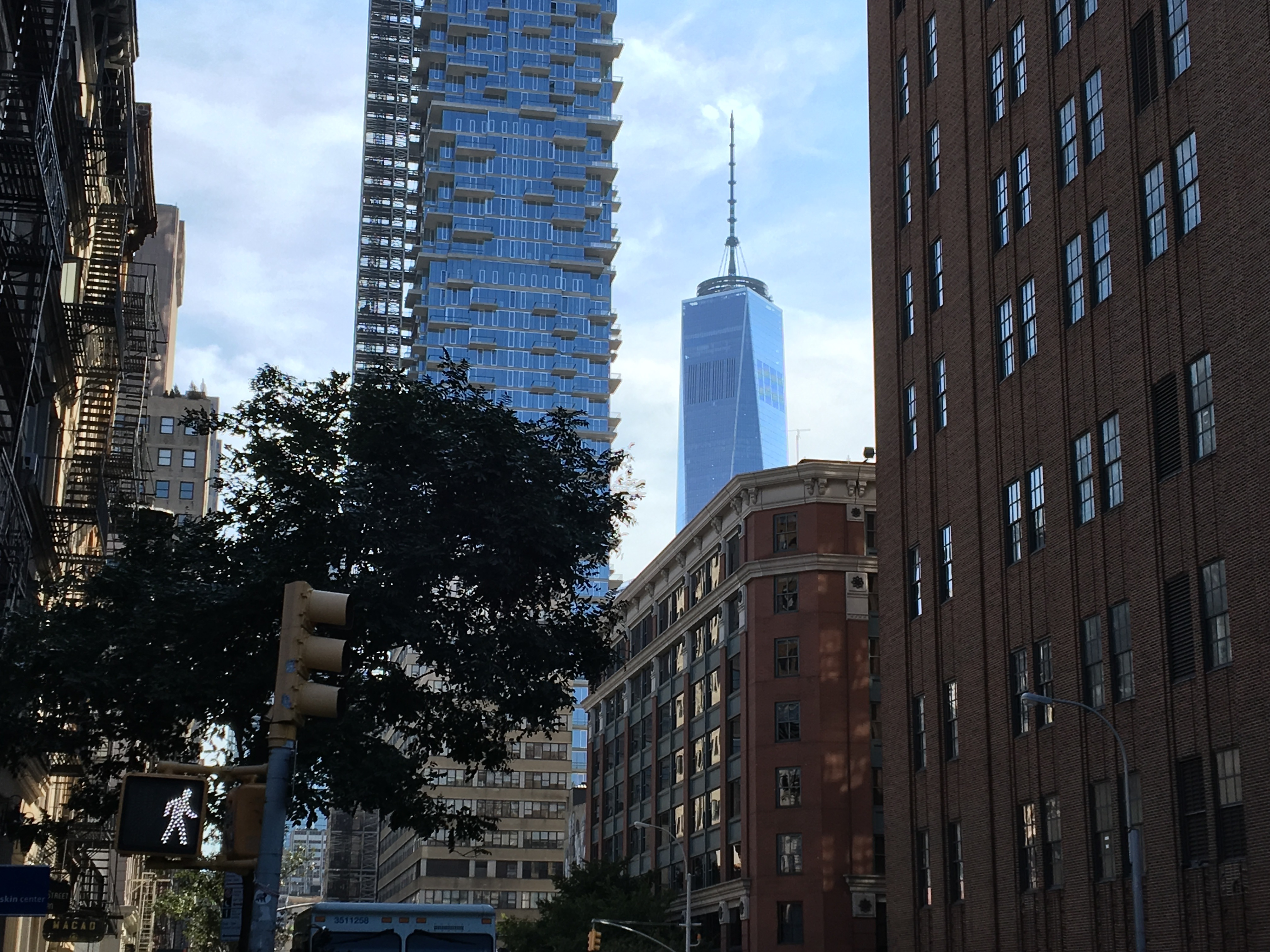
Church Street nabij Lispenard Street, op de foto is de exacte locatie te zien waar de broers Naudet de eerste aanslag op 11 september 2001 filmden
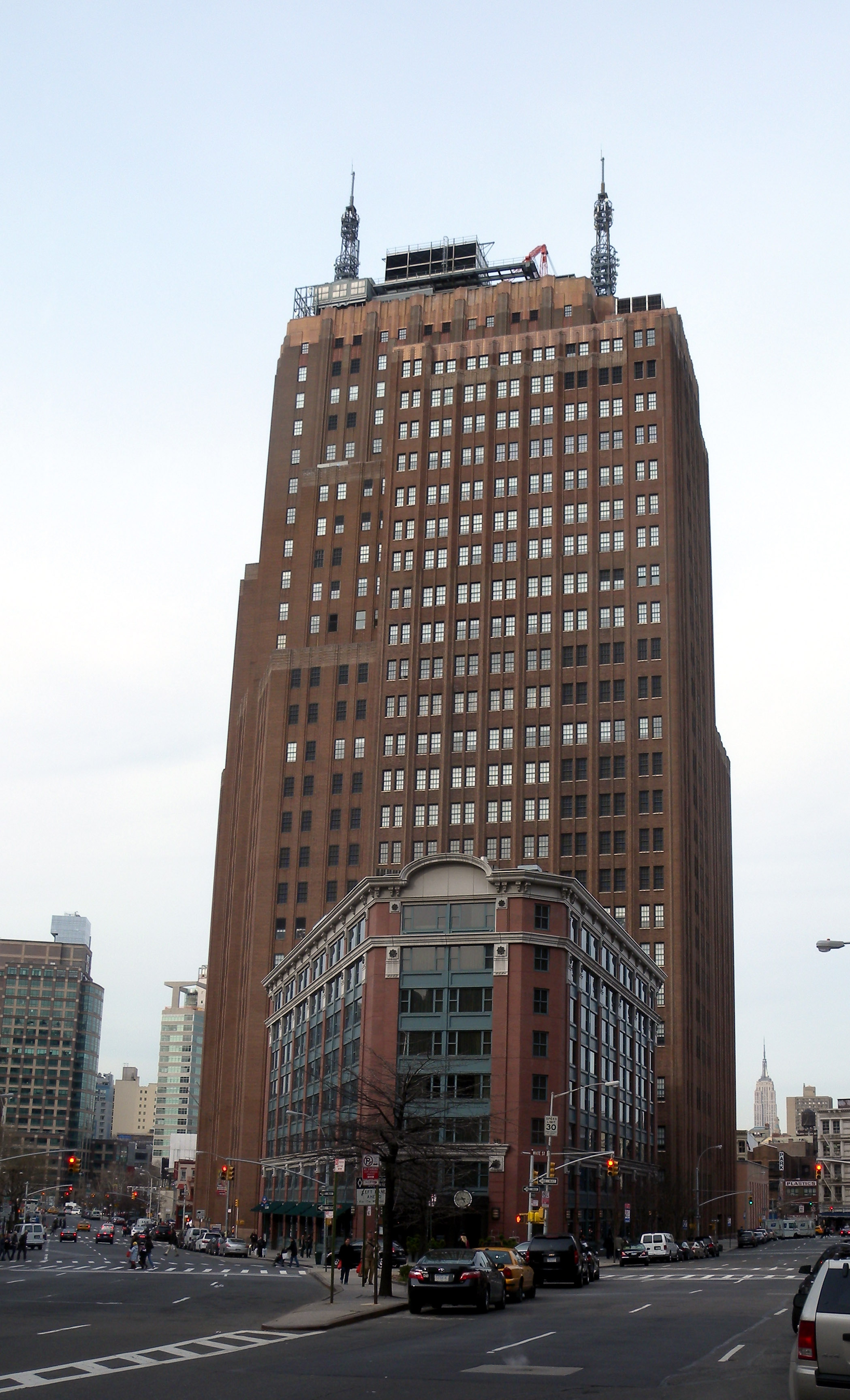
32 Avenue of the Americas aan Church Street